# Ruslands kvindefodboldlandshold
Ruslands kvindefodboldlandshold repræsenterer Rusland i internationale fodboldturneringer for kvinder. Holdet styres af Ruslands fodboldforbund og er medlem af UEFA.

## Statistik

### Verdensmesterskabet
| VM slutrunder | VM slutrunder     | VM slutrunder | VM slutrunder | VM slutrunder | VM slutrunder | VM slutrunder | VM slutrunder | VM slutrunder | VM slutrunder |
| År            | Resultat          | K             | V             | U*            | T             | M+            | M-            | MF            |               |
| ------------- | ----------------- | ------------- | ------------- | ------------- | ------------- | ------------- | ------------- | ------------- | ------------- |
| 1991          | Deltog ikke       | -             | -             | -             | -             | -             | -             | -             |               |
| 1995          | Ikke kvalificeret | -             | -             | -             | -             | -             | -             | -             |               |
| 1999          | Kvartinaler       | 4             | 2             | 0             | 2             | 10            | 5             | +5            |               |
| 2003          | Kvartinaler       | 4             | 2             | 0             | 2             | 6             | 9             | −3            |               |
| 2007          | Ikke kvalificeret | -             | -             | -             | -             | -             | -             | -             |               |
| 2011          | Ikke kvalificeret | -             | -             | -             | -             | -             | -             | -             |               |
| 2015          | Ikke kvalificeret | -             | -             | -             | -             | -             | -             | -             |               |
| Total         | 2/7               | -             | -             | -             | -             | -             | -             | -             |               |

*Uafgjort inkluderer knockout-kampe, som blev afgjort med straffesparkskonkurrence.

### Europamesterskabet
| År    | Runde             | Placering         | Kampe             | V                 | U*                | T                 | M+                | M-                |
| ----- | ----------------- | ----------------- | ----------------- | ----------------- | ----------------- | ----------------- | ----------------- | ----------------- |
| 1993  | Kvartfinaler      | -                 | 1                 | 0                 | 0                 | 1                 | 0                 | 7                 |
| 1995  | Kvartfinaler      | -                 | 1                 | 0                 | 0                 | 1                 | 0                 | 5                 |
| 1997  | 1. runde          | -                 | 3                 | 0                 | 0                 | 3                 | 2                 | 6                 |
| 2001  | 1. runde          | -                 | 3                 | 0                 | 1                 | 2                 | 1                 | 7                 |
| 2005  | Ikke kvalificeret | Ikke kvalificeret | Ikke kvalificeret | Ikke kvalificeret | Ikke kvalificeret | Ikke kvalificeret | Ikke kvalificeret | Ikke kvalificeret |
| 2009  | 1. runde          | -                 | 3                 | 0                 | 0                 | 3                 | 2                 | 8                 |
| 2013  | 1. runde          | -                 | 3                 | 0                 | 2                 | 1                 | 3                 | 5                 |
| Total | 6/7               |                   | 14                | 0                 | 3                 | 11                | 8                 | 38                |

### Turneringer pr. invitation
- Albena Cup: vandt i 1999, 2001, 2004 (3)

## Trænere
| 1989–1994 | / Oleg Lapshin    |
| 1994–2008 | Yuri Bystritsky   |
| 2008–2011 | Igor Shalimov     |
| 2011      | Vera Pauw         |
| 2011–2012 | Farid Benstiti    |
| 2012      | Vladimir Antonov  |
| 2012–2015 | Sergei Lavrentyev |
| 2015–nu   | Elena Fomina      |

## Aktuel trup
Følgende spillere blev udvalgt til Ruslands trup til Algarve Cup 2016.
Cheftræner: Elena Fomina